# ORF eins
ORF eins (ORF 1) — 1-я телепрограмма Австрийского радио.

## История
Вещание по программе началось в 1955 году на метровых волнах. Первое время передачи по ней шли  2 часа в день с 20.00 до 22.00, но уже в том же году был добавлен блок детских и молодёжных программ в 17.00-17.30 и ещё выпуск ZIB в 17.30-17.45, но в 1957 году он был заменён выпуском ZIB перед окончанием эфира. Одновременно была запущена информационная программа ZIB ставшая выходить в эфир в 20.00 с повтором в 21.35. В 1961 телеканал ORF был переименован в Fernsehprogramm стал называться 1. Programm, вечерний перерыв 17.45-20.00 на ней в 1963 году был отменён. 15 января 1975 года 1. Programm стал вещать в стандарте PAL. С 1979 года вместо повтора ZIB стала выходить в эфир информационная программа ZIB 2.  В 1982 году были введены последние известия после начала (Frühnachrichten) (только по FS1) и перед окончанием эфира (Schlussnachrichten) (по FS1 и FS2). В 1984 году были введены выпуски последних известий перед и после дневного перерыва в 13.00 и 17.00 соответственно. В 1988 году были отменены дневные перерывы на FS 1, примерно в этот же период стали регулярно транслироваться логотипы телеканалов ORF, 2 мая 1988 года была запущена группа программ Bundesland heute. В 1995 году ORF 1 стала вещать круглосуточно, ORF 2 стала вещать с 09.00, дневные выпуски ZIB были переименованы в ZIB 13:00, ZIB 17:00 и ночной выпуск ZIB в ZIB 3, примерно в этот же период были отменены межпрограммные дикторы. Во второй половине 1990-х гг. все выпуски новостей были перенесены на «ОРФ 2». В 2007 году ZIB 3 была заменена ZIB 24, ZIB 1 перестала транслироваться на ORF 1 вместо неё стала выходить в эфир программа ZIB 20. 2 июня 2008 года ORF был в стандарте разложения 720p запустила телеканал ORF 1 HD. C 8 марта 2009 года на ORF 1 стала выходить в эфира программа ZIB Magazin. 7 июня 2011 года прекратили вещание дублей всех телеканалов ORF в стандарте PAL. В 2011 году ORF 1 был переименован в ORF 1. В 2012 году стала выходить в эфир программа Mittag in Österreich, в 2016 году — Guten Morgen Österreich. В 2019 года ZIB 24 была переименована в ZIB Nacht, ORF Eins в ORF 1.

## Передачи
- ZIB flash — короткие новости ORF 1 (три 3-минутных выпуска в день по будням, плавающий график)
- ZIB Magazin — информационная программа ORF 1 (10-минутный выпуск по будням в 19.45)
- ZIB 20 — информационная программа ORF 1 (8-минутный ежедневный выпуск в 20.00)
- ZIB Nacht — информационная программа ORF 1 (20-минутный выпуск между 23.30 до 00.00 по будням), ведётся дикторами и журналистами, до 1991 года «ОРФ Актуэлль», до 1988 года — последние известия перед окончанием передач
- до 1992 года — учебные передачи («Schulfernsehen»)